# Children of Tomorrow

Children of Tomorrow este un roman științifico-fantastic din 1970 scris de autorul american A. E. van Vogt.

## Povestea
Comandantul John Lane se întoarce dintr-o misiune de zece ani în spațiul cosmic. În orașul Portului Spațial toți adolescenții s-au organizat în bande mici bine disciplinate, non-violente, cu obiceiurile lor și diferite expresii de argou. John observă că rolul părinților în educația copiilor lor a devenit minim. La doar 16 ani, fiica lui Susan aparține unei găști numite Pisica Roșie, bandă a cărui cel mai nou membru este de fapt un spion pentru flota extraterestră care l-a urmărit în secret pe John Lane în timpul revenirii sale pe Pământ.